# حمام سفید دشت
حمام سفید دشت مربوط به دوره قاجار است و در شهرستان بروجن، بخش مرکزی، شهر سفید دشت، خیابان نماز واقع شده و این اثر در تاریخ ۷ خرداد ۱۳۸۷ با شمارهٔ ثبت ۲۲۹۴۵ به‌عنوان یکی از آثار ملی ایران به ثبت رسیده است.